# Hera

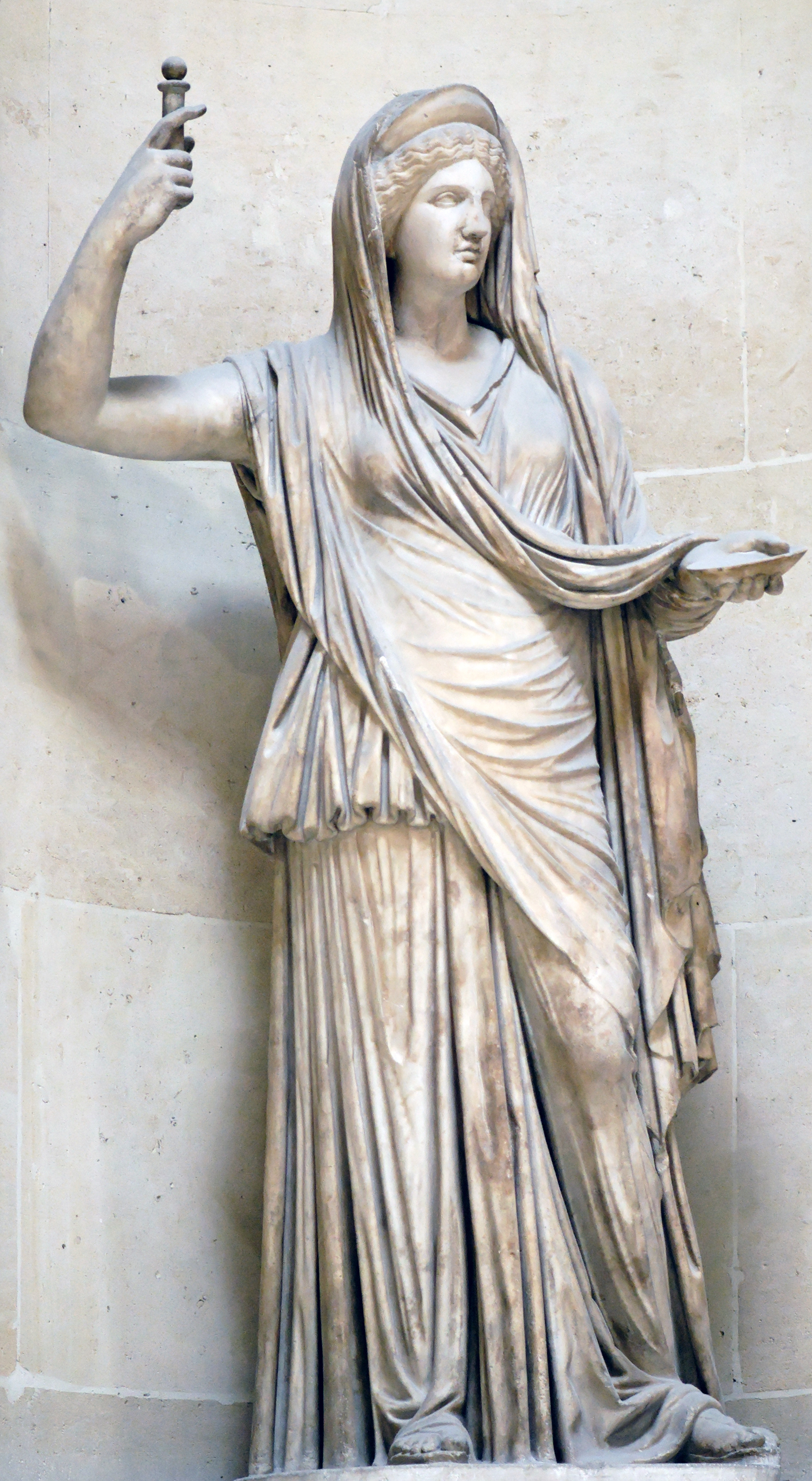
La Hera Campana. Copia romana en mármol del original griego, (?).

Hera (en griego ático: Ἥρα [Hēra], o equivalentemente: Ἥρη [Hērē] en jónico y griego homérico); neogriego: Ήρα [Ira]; latín: Hera) es la diosa tutelar del matrimonio y la protectora de las mujeres en su papel de esposas en la sociedad civil. Como hermana y a la vez esposa de Zeus en el panteón olímpico, era la reina de los dioses y la más importante de las diosas. Era una de los Cronidas o hijos de Crono y por lo tanto tenía el mismo abolengo y dignidad que su esposo. Su equivalente en la mitología romana era Juno. Se le asociaban animales sagrados como la vaca y más tarde el pavo real. Paulatinamente, Hera también fue adquiriendo atributos como una suerte de diosa del aire o atmósfera, propiciadora de vientos, lluvia y brisas.
«Canto a Hera, la de áureo trono, a la que engendró Rea, a la reina inmortal, dotada de suprema hermosura, de Zeus tonante hermana y esposa, la gloriosa, a la que honran reverentes todos los bienaventurados por el vasto Olimpo, por igual que a Zeus, que se goza con el rayo».
Se representa a Hera solemne, a menudo en el trono y coronada con el polos (una alta corona cilíndrica usada por varias de las Grandes diosas), pudiendo llevar en su mano una granada, símbolo de la fertilidad y el matrimonio, o una cápsula narcótica de amapola. El investigador Walter Burkert escribió en Religión griega: «Sin embargo, hay registros de una representación anterior sin iconos, como una columna en Argos y una tabla en Samos». Como expresa la propia Hera, sus tres ciudades más queridas eran Argos, Esparta y Micenas.

## Etimología
Afirma Burkert: «El nombre de Hera, la diosa del matrimonio, admite una variedad de etimologías mutuamente exclusivas; una posibilidad es relacionarlo con hora [ὡρα], ‘estación’, e interpretarlo como listo para el matrimonio». En una nota, registra los argumentos de otros investigadores «sobre el significado ‘Señora’ como femenino de Heros, ‘Señor’». John Chadwick, descifrador del lineal B, señala que «su nombre puede estar relacionado con hērōs [ἡρως], ‘héroe’, pero esto no es de ayuda, ya que también es etimológicamente oscuro». A. J. van Windekens propone el significado ‘ternera’, que es consonante con su frecuente epíteto βοῶπις boôpis, ‘con ojos de vaca’. E-ra aparece en tablillas micénicas en lineal B.

## Culto

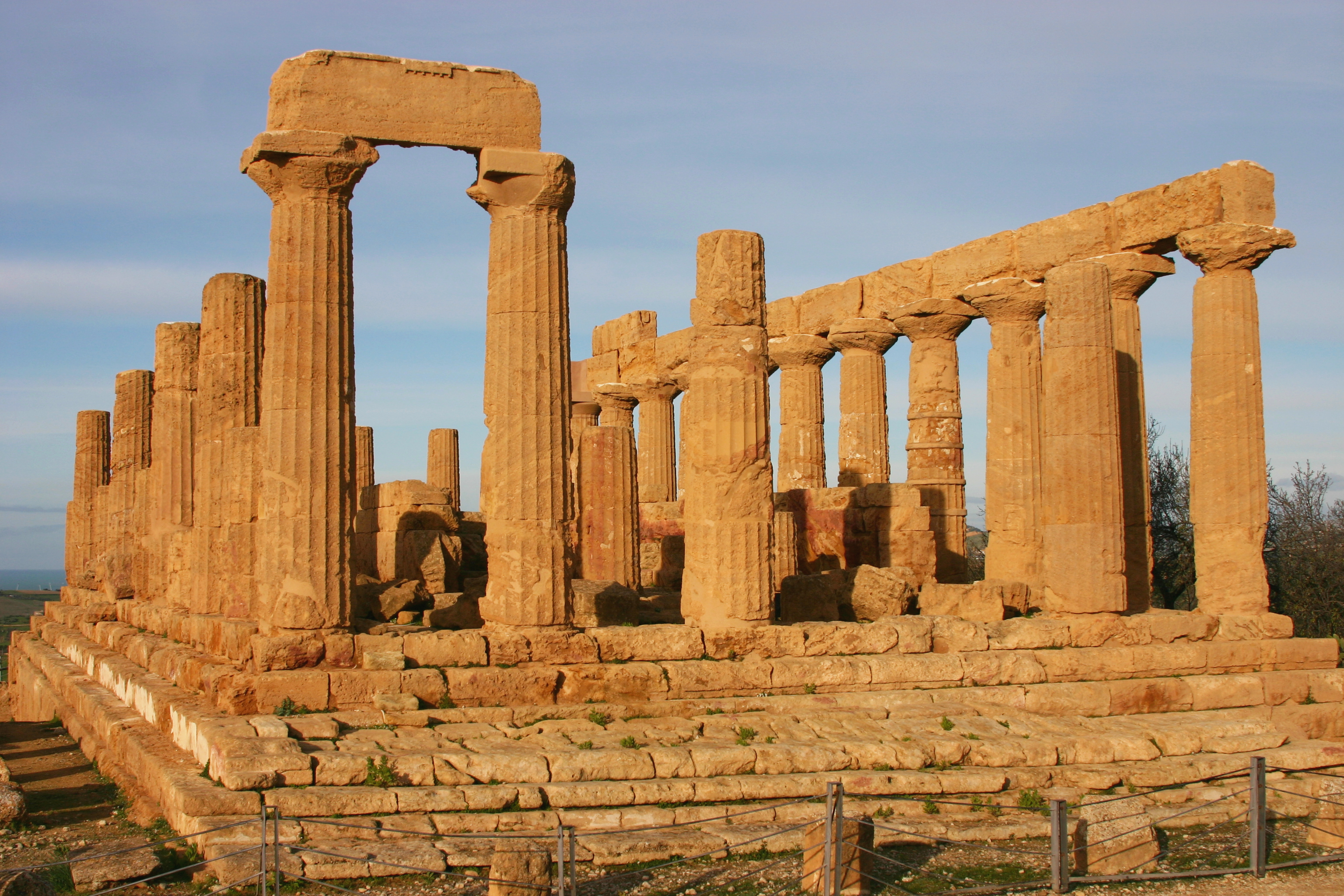
Templo de Hera en Agrigento, Magna Grecia.

Hera pudo haber sido la primera deidad a quien los griegos dedicaran un santuario con un templo cerrado con techo, en Samos sobre el 801 a. C. Posteriormente fue reemplazado por el Hereo, uno de los mayores templos griegos de la historia (los altares griegos de la época clásica estaban frente a los templos, al aire libre). Se construyeron muchos templos sucesivos en ese lugar, por lo que las evidencias son confusas en cierta medida y las dataciones arqueológicas inciertas. Sabemos que el templo creado por el escultor y arquitecto Reco fue destruido entre 570 y el 560 a. C., siendo reemplazado por el templo de Polícrates entre el 540 y el 530 a. C. En uno de estos templos hubo un bosque de 155 columnas. Tampoco hay evidencias de losas en este templo, lo que sugiere que nunca fue finalizado o que estuvo abierto al aire.
Santuarios más antiguos, cuya dedicación es menos segura, eran del tipo micénico llamado «casas santuario».
Con las excavaciones de Samos se han descubierto ofrendas votivas, muchas de ellas de finales de los siglos VIII y VII a. C., y se ha puesto de manifiesto que Hera no fue simplemente una diosa griega local del Egeo: el museo de Samos contiene figuras de dioses, rogativos y otras ofrendas votivas procedentes de Armenia, Babilonia, Irán, Asiria y Egipto, testimonio de la reputación que este santuario de Hera disfrutó y de la gran afluencia de peregrinos. Hera también poseyó el templo más antiguo de Olimpia y dos de los grandes templos de los siglos VI y V a. C. de Paestum.
Aunque el mayor y más antiguo templo independiente dedicado a Hera fue el Hereo de Samos, en el continente griego fue especialmente adorada, como ‘Hera Argiva’ (Hera Argeia), en su santuario situado entre las antiguas ciudades-estado micénicas de Argos y Micenas, donde se celebraban en su honor unos festivales, las Hereas. «Tres son las ciudades que más quiero», declaraba la diosa celestial de ojos de buey: «Argos, Esparta y Micenas, la de anchas calles». Hubo también templos dedicados a Hera en Olimpia, Corinto, Tirinto, Peracora y la sagrada isla de Delos. En la Magna Grecia se construyeron dos templos dóricos a Hera en Paestum, sobre el 500 y el 450 a. C. Uno de ellos, llamado durante mucho tiempo «Templo de Poseidón», fue identificado en los años 1950 como un segundo templo de Hera.
En Beocia se celebraba en ciclos de sesenta años el festival de las Dédalas mayores, consagrado a Hera.
La importancia de Hera en el período más arcaico queda atestiguada por el gran número de edificaciones erigidas en su honor. Los templos de Hera en los dos centros principales de su culto, el Hereo de Samos y el Hereo de Argos en la Argólida, fueron los primeros templos monumentales construidos por los griegos, en el siglo VIII a. C.

## Importancia antigua de Hera

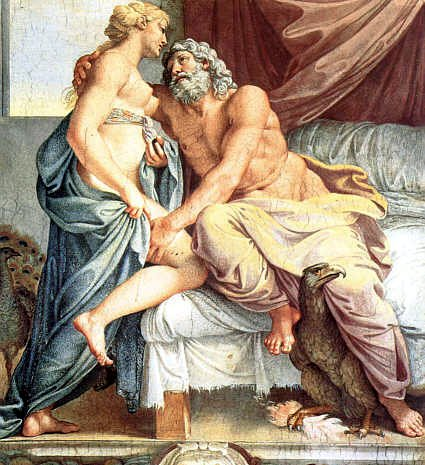
Júpiter y Juno, por Annibale Carracci.

En el Templo de Hera en Olimpia, la imagen de culto tradicional de Hera era más antigua que la imagen guerrera de Zeus que la acompañaba. Homero describía su conflictiva relación con Zeus en la Ilíada, en la que Hera declara a Zeus: «También yo soy una deidad, nuestro linaje es el mismo y el artero Crono engendróme la más venerable, por mi abolengo y por llevar el nombre de esposa tuya, de ti que reinas sobre todos los inmortales». Aunque Zeus es a menudo llamado Zeus Hereo, ‘Zeus [consorte] de Hera’, el tratamiento que Homero le dispensa es poco respetuoso, y en posteriores versiones anecdóticas de los mitos (véase más abajo) Hera aparecía dedicando la mayor parte de su tiempo a tramar venganzas contra las ninfas y/o mortales seducidas por su marido, pues defendía todas las antiguas reglas correctas de la sociedad y hermandad femenina helenas.

### Matriarcado
Ha habido considerables investigaciones, desde las de Johann Jakob Bachofen a mediados del siglo XIX, sobre la posibilidad de que Hera, cuya primitiva importancia en la religión griega está firmemente establecida, fuese originalmente la diosa de un pueblo matriarcal, presumiblemente habitantes de Grecia anteriores a los helenos. Desde este punto de vista, su función como diosa del matrimonio establecía el lazo patriarcal de su propia subordinación: su resistencia a las conquistas de Zeus se presenta como «celos» y forma el tema principal de las anécdotas literarias que recortaron su antiguo culto.
En detrimento de esta teoría está sin embargo el hecho estadístico de que los matriarcados estrictos (esto es, una sociedad en la que las mujeres sean el único género con poder) no aparecen en culturas históricas o modernas.
Por su parte, Burkert señaló que tanto Hera como Deméter tenían muchos atributos característicos de la antigua Gran Diosa.

### La joven Hera
Hera fue más conocida como la diosa matrona, Hera Teleia, pero también presidía sobre los matrimonios. En los mitos y el culto, se conservan referencias fragmentarias y costumbres arcaicas del matrimonio sagrado de Hera y Zeus, y en Platea había una escultura de Calímaco de Hera sentada como una novia, así como la Hera matrona de pie.
Hera también fue adorada como virgen: había una tradición en Estínfalo (Arcadia) según la cual había un altar triple a Hera la Virgen, la Matrona y la Separada (Χήρη Chḗrē, ‘viuda’ o ‘divorciada’). En la Argólida, el templo de Hera en Hermíone, cerca de Argos, estaba dedicado a Hera la Virgen; y en la fuente de Cánato, cerca de Nauplia, Hera renovaba su virginidad anualmente, en ritos de los que no se podía hablar (arrheton).

## Emblemas de la presencia de Hera

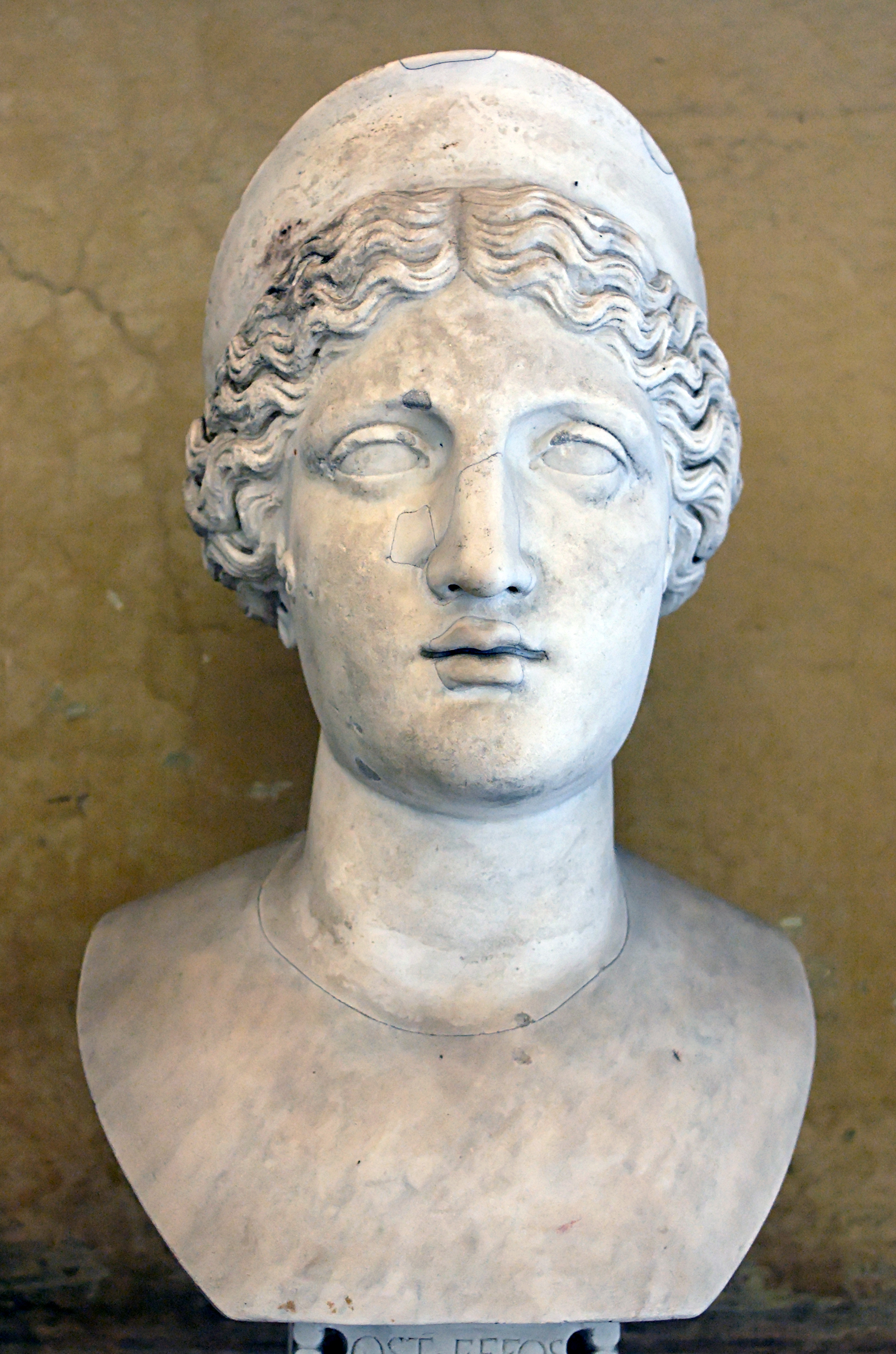
Copia romana de una Hera griega del del tipo «Hera Barberini» (Museo Chiaramonti).

En la imaginería helenística, el carro de Hera era tirado por pavos reales, pájaros desconocidos para los griegos antes de las conquistas de Alejandro Magno, cuyo tutor, Aristóteles, alude a ellos como «pájaros persas». El motivo del pavo real resurgió en la iconografía renacentista que unificó a Hera y Juno, y en la que se centraron los pintores europeos. El pájaro que había sido asociado con Hera en los tiempos más antiguos, donde la mayoría de las diosas egeas estaban relacionadas con «su» pájaro, era el cuco, que aparece en fragmentos mitológicos acerca del primer cortejo de una virginal Hera por parte de Zeus.
Su asociación arcaica era principalmente con el ganado, como una Diosa Vaca que fue especialmente venerada en la «rica en ganado» Eubea. En Chipre, se han hallado yacimientos arqueológicos muy antiguos conteniendo cráneos de toro que fueron adaptados para ser usados como máscaras (véase «toro sagrado»). Su familiar epíteto homérico βοῶπις boôpis se traduce a menudo como ‘con ojos de vaca’. A este respecto, Hera tiene cierto parecido a la antigua deidad egipcia Hathor, una diosa maternal relacionada con el ganado también representada en sus orígenes como diosa vaca.
La granada, un antiguo emblema de la Gran Diosa, permaneció como símbolo de Hera: muchas de las granadas votivas y cápsulas de amapola recuperadas en Samos están hechas de marfil, que sobrevive al enterramiento mejor que la madera, de las que debieron estar hechas las más comunes. Como todas las diosas, Hera puede ser representada llevando una diadema y un velo.

### Epítetos
Hera ostentó diversos epítetos en la tradición mitológica, incluyendo:
- Αἰγοφάγος Aigophágos, ‘comedora de cabras’ (entre los lacedemonios);[25]
- Ἀκραῖα Akráia, ‘de las alturas’;[26]
- Αλέξανδρος Aléxandros, ‘la que salva al guerrero’ (como fue adorada en Sición);[27][28]
- Ἀμμωνία Ammonia;
- Ἀργεία Argéia, ‘de Argos’;
- Βασίλεια Basíleia, ‘reina’;
- Βουναία Bounáia, ‘del túmulo’ (en Corinto);[29][30]
- Βοῶπις Boṓpis, ‘con ojos de vaca’ o ‘con cara de vaca’;
- Λευκώλενος Leukṓlenos, ‘la de brazos blancos’;
- Παῖς Pais, ‘niña’ (en su papel de virgen);
- Παρθένος Parthénos, ‘virgen’;
- Τελεία Teléia (como diosa del matrimonio);
- Χήρη Chḗrē, ‘viuda’;
- Χρυσόθρονος chrysothronos, ‘La del trono dorado’.

## Eventos mitológicos

### Nacimiento
Hera fue hija de Rea y Crono, y fue tragada al nacer por este debido a una profecía sobre que uno de sus hijos le arrebataría el trono. Zeus se salvó gracias a un plan urdido por Rea, quien envolvió una piedra en pañales y se la dio a Crono en su lugar. Mientras tanto, Zeus fue llevado a una cueva en Creta. Más tarde Zeus dio a Crono un brebaje que le hizo regurgitar a los otros cinco olímpicos: Hestia, Deméter, Hera, Hades y Poseidón, así como la piedra. Otras tradiciones nos dicen que Hera no fue devorada por su padre. En su lugar fue criada por tres nodrizas, las hijas del río Asterión, llamadas Eubea, Prosimna y Acrea. Otra tradición más nos dice que Rea dejó el cuidado de Hera en manos de Océano y Tetis, cuando Zeus, con su trueno, se disponía a batallar contra Crono. Dicen que en la antigua Estinfalo vivió Témeno, hijo de Pelasgo, y que Hera fue criada por este Témeno, y que fundó en honor de la diosa tres santuarios y le dio tres sobrenombres: cuando todavía era una doncella, el de Niña; cuando se casó con Zeus, la llamó Telea; y cuando riñó con Zeus por el motivo que fuera y regresó a Estinfalo, Témeno la llamó Viuda. Esto es lo que cuentan los estinfalios de la diosa.

### Matrimonio con Zeus

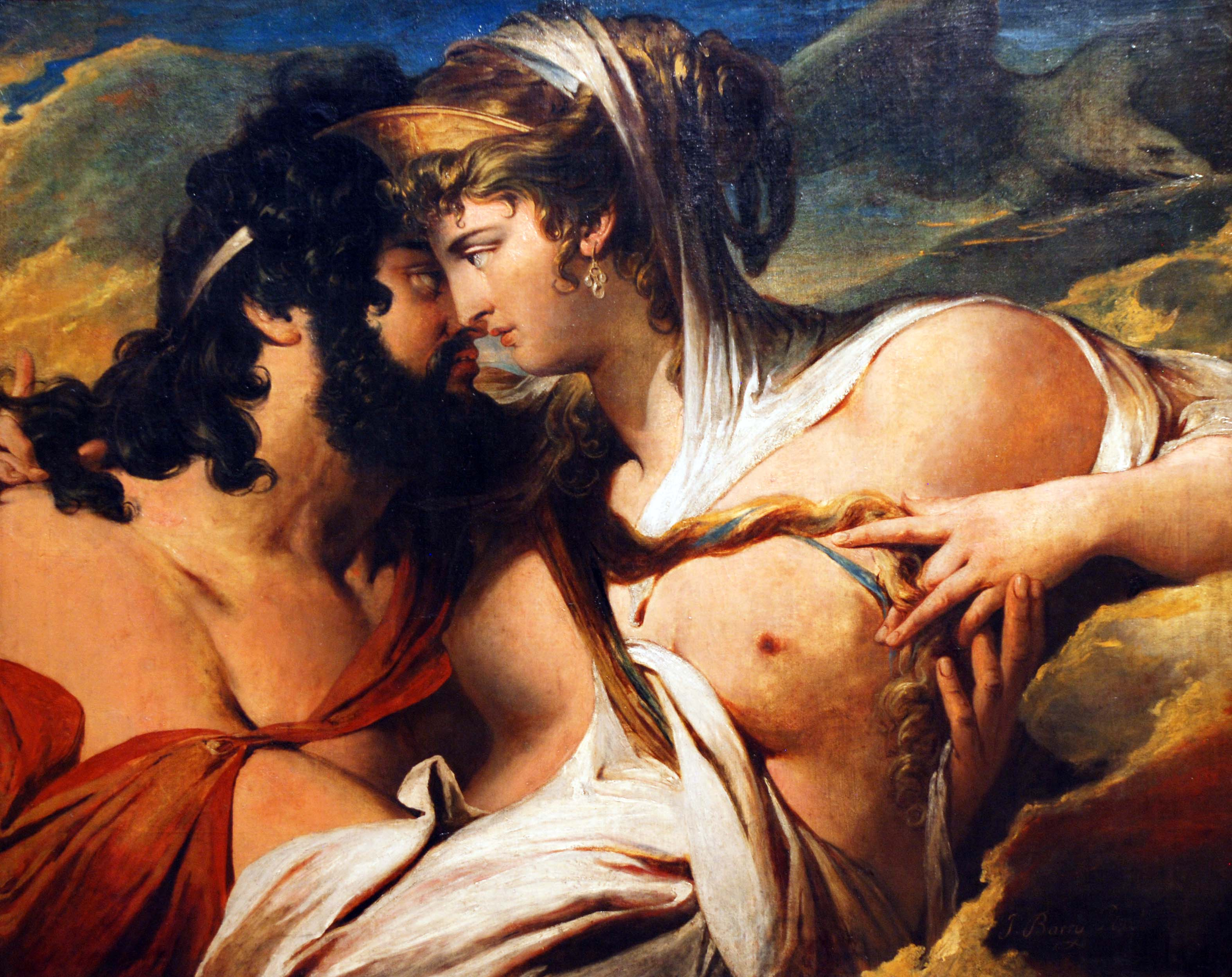
Jupiter y Juno en el monte Ida, de James Barry (1790-1799)

Hera preside sobre los correctos preparativos del matrimonio y es el arquetipo de la unión en el lecho nupcial, pero no destaca como madre. Homero relata en la Ilíada que en los primeros días que encontraron el amor, Zeus y Hera se acostaban juntos sin el conocimiento de sus padres. Esto alude a una primera unión sexual secreta cuyo tema se va a repetir en otras versiones del mito. Un escolio de la Ilíada ofrece un resumen de la situación: el comentarista menciona en primer lugar la pasión juvenil de ambos dioses. Según este escolio, Zeus se enamoró de Hera en el momento en que los hijos de Cronos aspiraban a hacerse con el poder de su padre; luego, al final de la Titanomaquia, Zeus y Hera recibieron juntos la soberanía.

Zeus y Hera altercaban constantemente. Ofendida por sus infidelidades, Hera humillaba a Zeus frecuentemente con sus intrigas. Zeus, irritado contra Ares, se lo hace saber a su hijo:
«Tienes el furor incontenible e irreprimible de tu madre, de Hera, a la que yo sólo a duras penas doblego con palabras».
Zeus nunca confiaba plenamente en su esposa, y aunque le comunicaba parte de sus secretos antes que al resto de dioses y mortales, urdía planes a sus espaldas y nunca le contaba completamente sus proyectos. Esto indignaba a Hera. Esta sabía que no podía superar a Zeus en poder e incluso podía ser golpeada por su esposo, como cuando Zeus la castigó, encadenándola de manos y pies en un yunque. Debido a esto Hera no tenía más remedio que recurrir a intrigas encubiertas y despiadadas, como en el caso del nacimiento de Heracles. Era lo suficientemente astuta como para truncar los planes de Zeus o debilitar su voluntad, como cuando usó el ceñidor de Afrodita para mantenerlo ocupado e ignorante de los auténticos planes que tramaba. Como es fama Hera conspiraba para dar muerte o castigar a las amantes de Zeus, y lo mismo ocurría con los hijos nacidos de estas. Como diosa del matrimonio legítimo la presencia de hijos bastardos de Zeus la llenaba de cólera y sentimientos de venganza.
Por otro lado, Pausanias nos dice que Zeus, estando enamorado de Hera cuando era virgen, se transformó en cuco, y que ella cogió el pájaro como mascota. El mismo autor dice que ese episodio sucedió en el monte Tórnax («cuco»), situado en Argos. Un escolio completa esta historia. Se nos dice que cuando Hera se dirigía sola hacia el monte Tórnax, Zeus creó una terrible tormenta y se transformó en un cuco que bajó volando y se sentó en su regazo. Hera lo cubrió con su manto y Zeus volvió a transformarse y se apoderó de ella. Debido a que Hera se negaba a acostarse con él por su madre, Zeus prometió casarse con ella. Una versión romana posterior dice que bajo el reinado de su madre Rea, el joven príncipe del Olimpo —Zeus— besaba a traición a su hermana pero ella no sospechó de sus intenciones por interpretarlo como besos fraternales. Pero entonces Zeus comenzó a ensalzar el noble abolengo que los unía y Hera temió que tuviera intenciones amorosas. La Teogonía nos dice que Hera fue la séptima y última esposa de Zeus dentro de un catálogo de consortes divinas. Se dice que Zeus estuvo lleno de deseo por Hera durante trescientos años; fue la propia Afrodita quien alimentó la pasión de este hieros gamos durante tantos días. Zeus ordenó a Hermes que invitara a todos los dioses, hombres y animales para asistir a la boda. Fama es que la única que no acudió fue Quelona, con desastrosas consecuencias para la ninfa. Gea llevó como presente de bodas varias manzanas de oro del mismísimo jardín de las Hespérides, que Heracles tuvo que robar en uno de sus trabajos. O bien la propia Hera tuvo que colocar a la serpiente guardiana de las Hespérides para evitar que las hijas de Atlas, las Hespérides, robaran el fruto.
En una versión minoritaria posterior se nos dice que Hera se negó a casarse con Zeus y se escondió en una cueva para evitarlo. Entonces un autóctono llamado Aquiles la convenció para que le diera una oportunidad y así ambos tuvieron su primer coito. Según otra versión tardía Hera había sido criada por una ninfa llamada Macris en la isla de Eubea, pero Zeus se la llevó hasta el monte Citerón, que como diría Plutarco: «les ofrecía un lugar sombreado». Cuando Macris fue a buscar a Hera el oreo Citerón la ahuyentó, diciendo que Zeus estaba disfrutando allí con Leto. Macris se marchó y Hera se libró de ser descubierta en aquella ocasión. Más tarde, recordando su deuda de gratitud con Leto, la adoptó como compañera en un altar y un templo comunes.
Dicen que Hera, irritada con Zeus por el motivo que fuera, se retiró a Eubea. Como Zeus no conseguía persuadirla acudió a Citerón, un rey local que destacaba en sabiduría. Este aconsejó entonces a Zeus que «hiciera una imagen de madera y la llevara cubierta sobre una yunta de bueyes, y que dijera que se casaba con Platea, hija de Asopos». Hera, al enterarse de la noticia, interrumpió la ceremonia nupcial y arrancó el vestido de la figura para descubrir alegremente que no era más que una estatua. De este modo Hera y Zeus se reconciliaron y para conmemorarlo el pueblo celebró el festival de las Dédalas. Dicen asimismo que la boda de Zeus y Hera se celebró en el territorio de los cnosios, en un lugar cercano al río Terén, donde actualmente hay un templo en el que cada año los habitantes del lugar hacen una representación de la ceremonia de la boda.

### Hijos

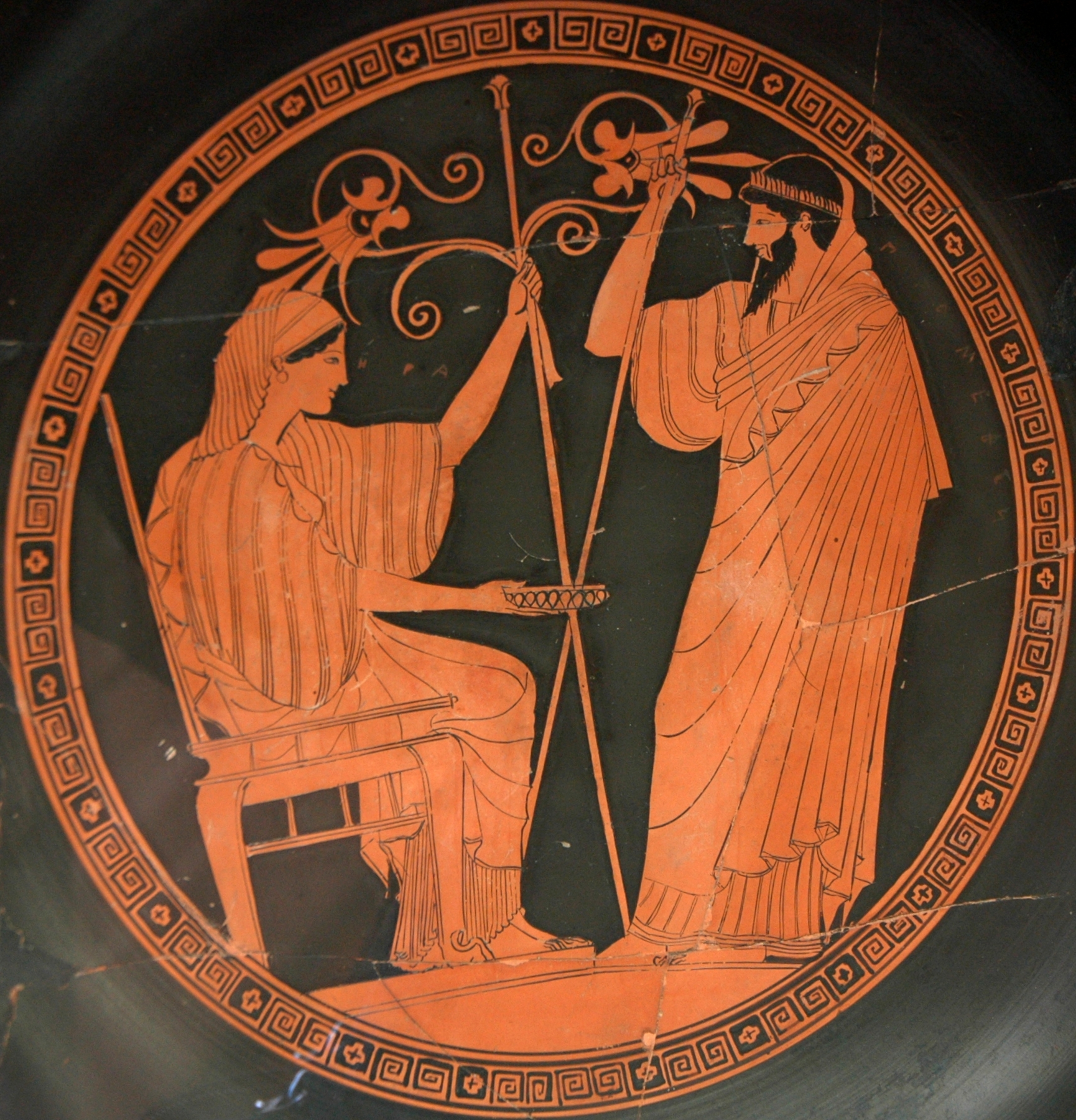
Hera y Prometeo, tondo de un plato del de Vulci (Etruria).

Los legítimos descendientes del matrimonio entre Hera y Zeus son, explícitamente, al menos Hebe (diosa de la juventud), Ares (dios de la guerra) e Ilitía (diosa de los partos). En los textos homéricos no queda claro si Hefesto (dios de la herrería) es hijo de Zeus, pero la Biblioteca mitológica confirma este dato. También se dice explícitamente que Eris (diosa de la discordia) es la hermana de Ares. En los textos homéricos también se confunde a Eris con Enio (diosa de la devastación), no obstante nunca se indica que Enio sea hija de Zeus o Hera. Fuera de la tradición común todavía existen versiones minoritarias que nos hablan de Angelos y Libertas, ambas hijas de Zeus y Hera solo en un contexto específico. Los hijos de Zeus no podían tener parte en la honra del Olimpo si no mamaban del pecho de Hera.
En algunos mitos Hera tiene la capacidad de engendrar descendencia sin unión masculina. Algunos autores consideran que Hefesto es hijo únicamente de Hera, pero no de Zeus. Según este mito, Hera estaba celosa de que Zeus alumbrase a Atenea sin recurrir a ella, así que engendró a Hefesto sin él. Hera estuvo entonces disgustada con la cojera y por tanto imperfección de Hefesto, por lo que lo expulsó del Olimpo. Alternativamente, en el Himno homérico a Apolo Pitio Hera tuvo a Tifón en venganza al nacimiento de Atenea, golpeando su mano contra el suelo para que Gea le concediese su deseo. Hera dio la criatura a la dragona Pitón para que la criase. Al menos una versión latina nos dice que Ares nació solo de Hera. Hefesto se vengó de Hera por haberlo rechazado haciendo un trono mágico para ella que, cuando se sentó, no la dejaba levantarse de él. Los demás dioses rogaron a Hefesto que volviese al Olimpo para liberarla pero este se negó repetidamente. Dioniso lo emborrachó y lo llevó de vuelta al Olimpo a lomos de una mula. Hefesto liberó a Hera tras recibir a Afrodita por esposa.

### Participación en la guerra de Troya

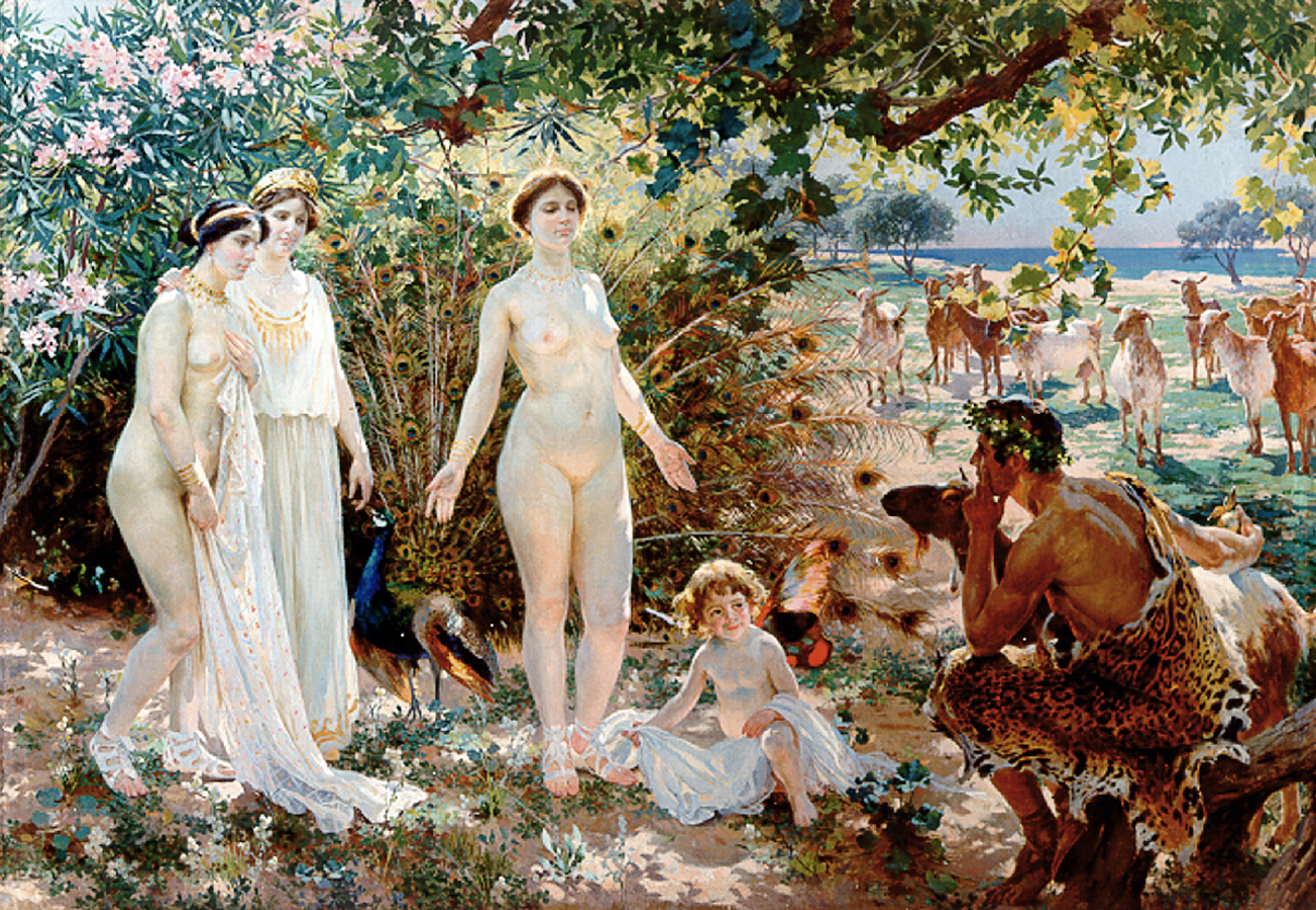
El juicio de Paris. Pintura de Enrique Simonet de 1904. Museo de Málaga.

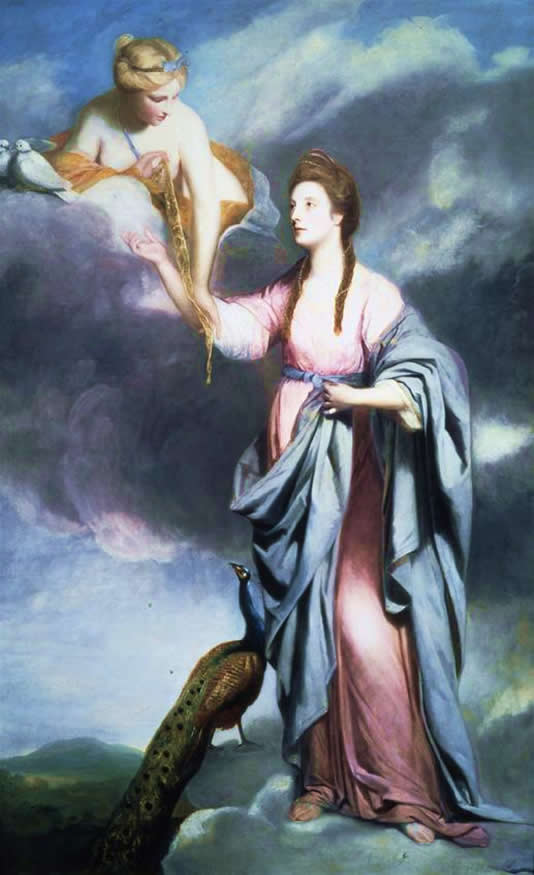
Hera recibiendo el cinturón de Afrodita.

Zeus organizó un banquete para celebrar las bodas de Peleo y Tetis, pero dejó fuera de la lista de invitados a Eris, la diosa de la discordia, quien tras acudir a pesar de todo dejó caer una manzana dorada con la inscripción καλλίστῃ, ‘para la más bella’. Tres diosas reclamaron la manzana para sí: Hera, Atenea y Afrodita. Zeus decidió que Paris de Troya decidiese quién debía ser la legítima propietaria de la manzana. Cada una de las diosas ofreció a Paris un regalo: Hera le otorgaría el gobierno de toda Asia y ser el hombre más rico, Atenea la victoria de todos sus combates y Afrodita le prometió el amor de la mujer más hermosa del mundo: Helena. Paris eligió a Afrodita, y luego Helena abandonó a su marido: Menelao. Así sobrevendría la Guerra de Troya.
En la guerra, Hera y Atenea apoyaron decididamente a los aqueos frente a los troyanos. En la Ilíada se relata cómo las dos diosas vieron a Ares luchando en el bando troyano y le pidieron permiso a Zeus para combatirle y alejarle del campo de batalla. En otro pasaje, Hera sedujo a Zeus para lograr distraer a este y que los aqueos tomaran la iniciativa en la guerra. En otro, trata de favorecer a Aquiles en un combate en el que se enfrenta con el troyano Eneas. Por otra parte, en un enfrentamiento que se desató entre los mismos dioses, desarmó a Artemisa y la golpeó repetidamente con el arco.

### Miscelánea de mitos

#### Rebelión contra Zeus
En una ocasión Hera, junto con Atenea y Poseidón, participó en una rebelión contra Zeus en la que quisieron atarlo, pero Tetis acudió al rescate acompañada de Briareo; al ver al monstruoso gigante, el más fuerte de los hijos de Urano, los dioses rebeldes sintieron miedo y no se atrevieron a seguir adelante con la insurrección. En otra ocasión Hera conspiró contra Heracles, enviándole fuertes vientos, con ayuda de Bóreas, que lo hicieron extraviarse en el mar hasta que Zeus lo rescató. Este castigó severamente a Hera y más tarde se lo echó en cara, harto de las múltiples argucias y maquinaciones de Hera:
«¿No recuerdas cuando estabas suspendida en lo alto y de los pies te colgué sendos yunques y te rodeé las manos con una cadena áurea e irrompible? En el éter y en las nubes estabas suspensa; y los dioses exigían venganza en el vasto Olimpo, pero no podían acercarse a desatarte. Al que cogía lo agarraba y a empellones lo precipitaba fuera del umbral, hasta hacerlo llegar a tierra bien maltrecho».

#### Cídipe
Cídipe, una sacerdotisa de Hera, iba de camino a un festival en honor de la diosa. Los bueyes que tiraban de su carro iban retrasados y los hijos de Cídipe, Cleobis y Bitón, tiraron del carro el camino completo (45 estadios: 8 km). Cídipe quedó impresionada con la devoción hacia ella y su diosa y pidió a Hera que concediera a los chicos el mejor regalo que un dios pudiera dar a una persona. Hera ordenó que los hermanos murieran mientras estaban dormidos, pues morir joven y lleno de gloria era considerado el mayor honor para los héroes. Este gesto concedido a los jóvenes fue más tarde usado por Solón como prueba cuando trataba de convencer a Creso de que es imposible juzgar la felicidad de una persona hasta que haya muerto tras una vida gozosa.

#### Tiresias
Tiresias era un sacerdote de Zeus que, de joven, encontró dos serpientes apareándose y las golpeó con un palo. Entonces fue transformado en una mujer. Como mujer, Tiresias se convirtió en sacerdotisa de Hera, se casó y tuvo hijos, incluyendo a Manto. Tras siete años como mujer, Tiresias volvió a encontrar dos serpientes apareándose, las golpeó con su bastón y se convirtió en hombre de nuevo. Zeus y Hera le pidieron que decidiese la cuestión de con qué sexo, masculino o femenino, experimentaba más placer en sus relaciones sexuales. Zeus afirmaba que era como mujer, y Hera decía que como hombre. Cuando Tiresias estuvo de acuerdo con Zeus, afirmando que la mujer recibe nueve décimos del placer, Hera lo cegó. Como Zeus no podía deshacer esta maldición, concedió a Tiresias el don de la profecía. Una versión alternativa y menos conocida de la historia cuenta que Tiresias fue cegado por Atenea tras encontrársela bañándose desnuda. Su madre, Cariclo, rogó a la diosa que deshiciera su maldición, pero Atenea no podía hacerlo y a cambio le concedió el don de la profecía.

#### Pelias y el vellocino de oro
Cuando Pelias y Neleo fueron adultos, reconocieron a su madre y dieron muerte a Sidero, madrastra de Tiro. Pues, al saber que Sidero había maltratado a su madre, la atacaron, ella se refugió apresuradamente en el santuario de Hera y sin embargo Pelias la degolló junto al mismo altar, y en lo sucesivo continuó afrentando a la diosa. Hera ayudó a Jasón en su viaje en busca del vellocino de oro que necesitaba para arrebatarle a Pelias el trono de Yolco.

### Los celos de Hera

#### Leto, Artemisa y Apolo
Cuando Hera descubrió que Leto estaba embarazada y que su marido, Zeus, era el padre, prohibió que Leto diera a luz en 'tierra firme', es decir, el continente o cualquier isla del mar. Leto encontró la isla flotante de Delos, que no era el continente ni una isla real, y allí pudo dar a luz. Como gesto de gratitud, Delos fue sujetada con cuatro pilares. Más tarde la isla fue dedicada a Apolo. Alternativamente, Hera había retenido en el Olimpo a Ilitía, la diosa de los partos, para evitar que Leto diese a luz. Las demás diosas enviaron a Iris a buscarla. Cuando Ilitía llegó a Delos fue cuando a Leto le sobrevino el parto. Algunas versiones dicen que Artemisa ayudó a su madre a dar a luz a Apolo durante nueve días.
Otra variante afirma que Artemisa nació un día antes que Apolo, en la isla de Ortigia, y que ayudó a Leto a cruzar el mar hasta Delos el día siguiente para dar a luz a Apolo. En otra versión, se afirmaba que Hera había enviado a Pitón en persecución de Leto. El viento Aquilón llevó a Leto hasta donde se encontraba Poseidón, que la salvó y cubrió la isla de Ortigia con sus olas mientras Leto daba a luz a Apolo y Artemisa. Más tarde la isla de Ortigia fue llamada Delos y Apolo mató a la serpiente Pitón para vengar los sufrimientos de su madre.

#### Afrodita
Príapo fue concebido entre Zeus y Afrodita, pero Hera, en un ataque de celos, puso sus manos en el vientre de Afrodita y condenó a la diosa a parir un bebé grotesco.

#### Eco
Según Las metamorfosis de Ovidio, durante mucho tiempo una ninfa llamada Eco tuvo el trabajo de distraer a Hera de las aventuras de Zeus hablándole incesantemente. Cuando Hera descubrió el engaño, condenó a Eco a pronunciar solo las palabras de los demás (de ahí nuestra palabra moderna «eco»).

#### Ío

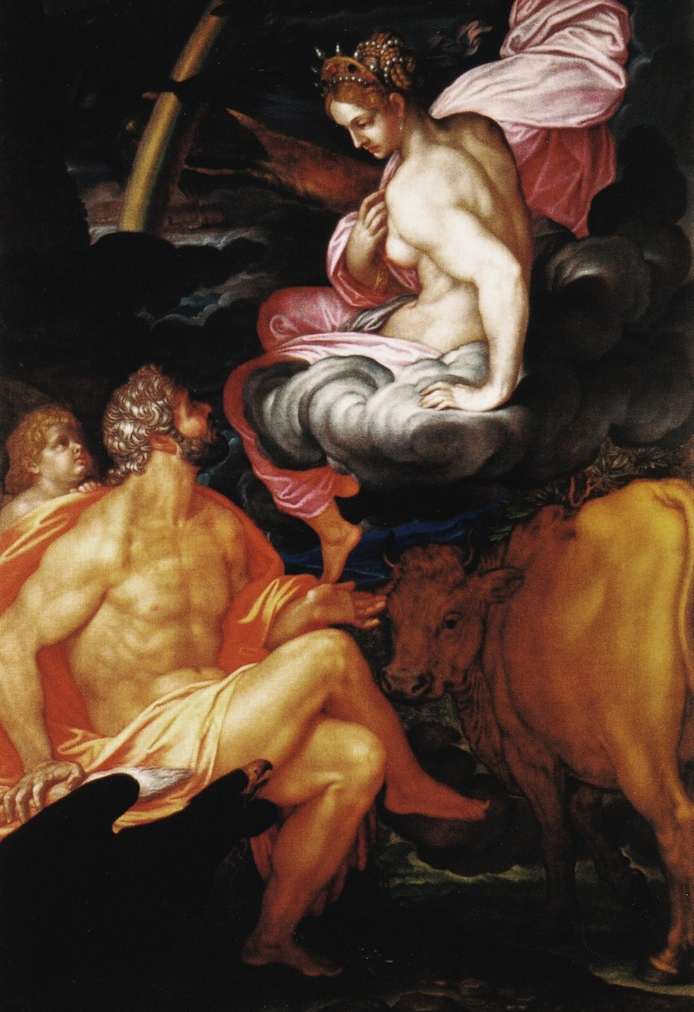
Giovanni Ambrogio Figino (1553 - 1608): Júpiter hace entrega a Juno de Ío transformada en ternera en señal de paz (Giove cede a Giunone Io trasformata in giovenca in simbolo di pace, 1599). Pinacoteca Malaspina^{} (Pavía).

Hera estuvo a punto de sorprender a Zeus con su amante la princesa argiva Ío, lo que este logró evitar convirtiéndola en una hermosa ternera blanca. Sin embargo Hera sospechó el engaño y pidió a Zeus que le diese la ternera como un regalo, a lo que este no pudo negarse. Cuando Hera recibió a Ío, la dejó a cargo de Argos Panoptes para mantenerla apartada de Zeus. Este ordenó entonces a Hermes a matar a Argos, quien disfrazado de pastor logró que todos los cien ojos de Argos cayesen dormidos con historias aburridas, y entonces lo mató de una pedrada, rescatando así a Ío. En la interpolación de Ovidio, cuando Hera supo de la muerte de Argos, tomó sus ojos y los puso en el plumaje del pavo real, lo que explica los dibujos de su cola. Hera envió entonces un tábano para que la picase, obligándola a vagar sin rumbo por el mundo con forma de vaca. Finalmente Ío llegó a los confines del mundo, que los romanos creían que era Egipto, donde se convirtió en sacerdotisa de la diosa egipcia Isis.

#### Sémele y Dioniso
Cuando Hera supo que Sémele, hija del rey Cadmo de Tebas, estaba embarazada de Zeus, se disfrazó como su niñera y la persuadió para que le pidiese a Zeus que se mostrase en su auténtica forma. Cuando este se vio obligado a hacerlo, sus rayos y truenos la mataron. Zeus tomó al niño y completó su gestación cosiéndolo a su propio muslo. Otra versión es que Hera convenció a Sémele para obligar a Zeus a mostrarse en su forma real. Desafortunadamente, debía hacer lo que la princesa quería, al haber jurado por Estigia.
En otra versión, la del orfismo, Dioniso era originalmente el hijo de Zeus con Deméter o Perséfone. Hera envió a sus Titanes a despedazar al niño, de donde fue llamado Zagreo (‘descuartizado’). Zeus, o según la fuente Atenea, Rea o Deméter, rescató el corazón de Dioniso.Seyffert (1894) Zeus usó el corazón para recrear a Dioniso e implantarlo en el vientre de Sémele, de ahí que sea conocido como «el nacido dos veces». Ciertas versiones insinúan que Zeus le dio a comer el corazón a Sémele para embarazarla.
Hera estaba furiosa porque Atamante e Ino habían cuidado del infante Dioniso. Como venganza, el rey eólica fue privado de los hijos Ino; pues él, enloquecido por la cólera de Hera, disparó sus flechas contra Learco, y entonces Ino se arrojó al mar con Melicertes.
Después de descubrir el vid, Dioniso, enloquecido por Hera, anduvo errante por Egipto y Siria.

#### Heracles

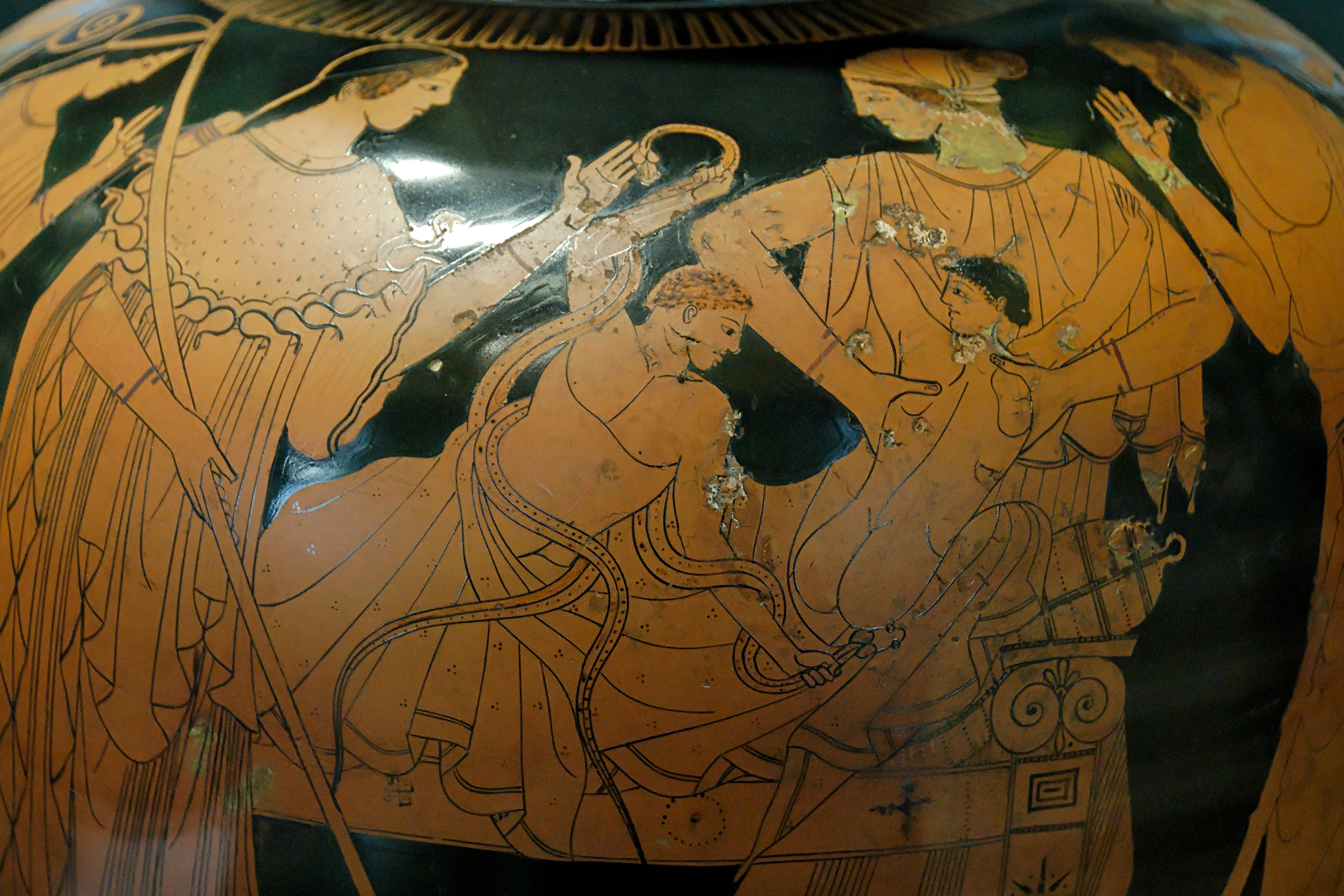
Heracles estrangulando las serpientes enviadas por Hera, stamnos ática de figuras rojas, c. 480–470 a. C. De Vulci, Etruria.

Hera fue la madrastra y enemiga de Heracles, cuyo nombre significa ‘gloria de Hera’ en su honor. Heracles es el héroe que, más incluso que Perseo, Cadmo o Teseo, introdujo los hábitos olímpicos en Grecia. Cuando Alcmena estaba embarazada de Heracles, Hera pidió a su hija Ilitía que evitara que este naciera cruzándose de piernas. Sus planes fueron frustrados por Galantis, la sirvienta de Alcmena, quien engañó a Ilitía que ya había traído el niño al mundo. Ilitía la transformó en una comadreja.
Cuando Heracles era aún un infante, Hera envió dos serpientes para matarlo mientras dormía en su cuna. Heracles estranguló una serpiente con cada mano y su niñera lo halló divirtiéndose con sus cuerpos flácidos como si fueran juguetes. Esta anécdota parte de una representación del héroe asiendo una serpiente en cada mano, justo como las familiares diosas minoicas habían hecho alguna vez. «La imagen de un niño divino entre dos serpientes puede haber sido muy familiar para los tebanos, que adoraban a los Cabiros, aunque no era representada como una primera hazaña de un héroe». Más tarde volvió a las amazonas contra él cuando estaba en una de sus tareas.
Un relato del origen de la Vía Láctea cuenta que Zeus había engañado a Hera para que amamantase al infante Heracles. Al descubrir quién era este, lo retiró de su pecho, y un chorro de su leche formó la mancha que cruza el cielo. A diferencia de los griegos, los etruscos representaban a un Heracles adulto y barbudo al pecho de Hera, lo que puede aludir a su adopción por ella cuando Heracles se volvió inmortal. Heracles le había herido antes gravemente en el pecho.
Hera encargó a Heracles trabajar para el rey Euristeo de Micenas. Intentó hacer casi todos los doce trabajos de Heracles más difíciles de lo que ya eran.
Cuando Heracles luchó con la hidra de Lerna, envió un cangrejo para que le picase los pies con la esperanza de distraerle. Cuando Heracles robó el ganado de Gerión, hirió a Hera en el pecho derecho con una flecha de tres puntas: la herida era incurable y dejó a Hera un dolor constante, como Dione le cuenta a Afrodita en la Ilíada. Luego, Hera envió un tábano para picar a las reses, irritarlas y dispersarlas. Hera provocó entonces una inundación que elevó el nivel de un río tanto que Heracles no podía vadearlo con el ganado. Heracles apiló piedras en el río para hacer el agua menos profunda. Cuando logró llegar a la corte de Euristeo, el ganado fue sacrificado a Hera.
Euristeo también quería sacrificar el Toro de Creta a Hera, quien rehusó el sacrificio porque reflejaba la gloria de este. El toro fue liberado y vagó hasta Maratón, pasando a ser conocido como el Toro de Maratón.
Cuando Heracles navegaba de regreso desde Troya, Hera envió una tempestad contra él. Como represalia, Zeus colgó a Hera en el Olimpo con cadenas de oro y yunques atados a los pies.
Algunos mitos sostienen que al final Heracles, reconciliado con Hera, se desposó con su hija Hebe, de la cual le nacieron Alexíares y Aniceto. Heracles había salvado a Hera de las garras de Porfirión, un gigante que intentó violarla durante la Gigantomaquia. Cualquiera que fuese el mito fabricado para explicar una representación arcaica de Heracles como ‘hombre de Hera’, se consideró adecuado para los constructores del Hereo en Paestum, que representaron las hazañas de Heracles en bajorrelieves.
Egina y Éaco
Cuando Zeus quiso yacer con Egina, hija de Asopo, temió a Hera, y entonces tomó a la joven hasta la isla distante de Delos, en donde la dejó encinta. Éaco fue su hijo. Cuando Hera lo hubo descubierto, envió una serpiente hacia las aguas que había envenenado, y si alguno bebía de ella, pagaba su deuda con la naturaleza.

#### Lamia
Lamia era una reina de Libia a quien Zeus amaba. Hera la transformó en un monstruo y mató a sus hijos. O, alternativamente, mató a sus hijos y fue el dolor lo que la convirtió en dicho monstruo. Lamia fue maldecida con la incapacidad de cerrar sus ojos, de forma que siempre estuviese obsesionada con la imagen de sus hijos muertos. Zeus le concedió el don de poder sacarse los ojos para descansar, y luego volver a ponérselos. Lamia sentía envidia de otras madres y devoraba a sus hijos.

#### Calisto
Queriendo ocultar a su amante Calisto, una ninfa seguidora de Artemisa, de Hera, Zeus la transformó en osa, pero Hera convenció a para que le disparase sus flechas como a un animal salvaje.

#### Otros episodios de la cólera de Hera
- Élara: Ticio, de enorme tamaño, era hijo de Zeus y de Élara, hija de Orcómeno. A esta la había poseído Zeus y, por miedo a Hera, la ocultó bajo tierra tras a sacar a la luz al hijo que llevaba en su vientre.[102]
- Gérana:[103] era una reina de los pigmeos que era adorada como una diosa por su pueblo, y llegó a alardear de ser más bella que Hera, Atenea, Afrodita y Artemisa. Como castigo, Hera la transformó en grulla y decretó que los descendientes de este pájaro estarían eternamente en guerra con el pueblo pigmeo.[104]
- Hemo y Ródope:[105][106] estos dos reyes de Tracia fueron culpables de hibris al crear un culto en el que se hacían pasar por Zeus y Hera. El matrimonio divino los transformó en montañas: a Hemo en los montes Balcanes y a la reina en las montañas Ródope, que llevaron su nombre.[107]
- La Esfinge de Tebas: Durante el reinado de Meneceo, Hera envió a la monstruosa Esfinge para ser la ruina de los cadmeos.[108]
- Side: Orión tuvo como primera esposa a Side, a la que Hera arrojó al Hades por proclamar que la superaba en belleza.[109]
- Las Prétides: Las tres hijas de Preto y Estenebea, cuando llegaron a la edad núbil enloquecieron, según Acusilao, por haber menospreciado la estatua de madera de Hera.[110] Andaban errantes por los campos argivos creyéndose vacas.
- Aedón y Politecno: nativos de Lidia, se jactaron de amarse más que Zeus y Hera. Hera les envió a Eris, que causó una intensa rivalidad entre ellos y decidieron competir entre sus oficios.[111]
- Otreide: Zeus y la ninfa Otreide tuvieron un hijo, Meliteo. Temiendo a Hera por sus relaciones con Zeus, su madre expuso al niño en un bosque. Por voluntad de Zeus el niño fue alimentado por abejas.[112]
- Iinge: esta ninfa provocó que Zeus se apasionara de ella utilizando filtros de amor hasta que Hera la transformó en piedra.[113]
- Antígona: una hija de Laomedonte que se enorgullecía de tener un pelo más bonito que el de Hera, y la retó a una contienda. Hera le cambió su hermoso cabello por serpientes y los dioses, apiadados, la convirtieron en cigüeña.[114]

## Descendencia
| Hijo de Hera | Filiación paterna         | Nacimientos y particularidades |
| ------------ | ------------------------- | --- |
| Angelos      | Zeus                      | La diosa de la purificación y una deidad menor del inframundo, tan solo citada en un escolio. Se dice que robó los ungüentos de Hera y fue castigada por ello. |
| Ares         | Zeus (o ninguno)          | El dios de la guerra es, en la Teogonía y en la Ilíada, hijo legítimo de Hera y Zeus; Ovidio en cambio dice que Juno engendró a Marte sin unión y cuando tocó cierta flor, gracias a la intervención de Flora.                                                                                                 |
| Cárites      | Zeus o sin especificación | En una versión se dice que «a Hera la llaman la sagrada madre de las Cárites», sin especificar más contexto. Al menos una versión dice que las Gracias eran hijas de Zeus y Hera entre otras tres opciones. |
| Curetes      | Zeus                      | También nacidos de esta unión pero sin especificar ni los nombres ni el número de ellos. |
| Eleuteria    | Zeus                      | La personificación de la Libertad y hermana de la Juventud. |
| Eris         | (Zeus, implícito)         | Se sobreentiende la filiación de la Discordia en los textos homéricos: «Eris, furiosa sin medida, hermana y compañera del homicida Ares». |
| Hebe         | Zeus (o ninguno)          | Diosa de la juventud, copera del Olimpo y esposa divina de Heracles. Según el Primer Mitógrafo Vaticano Hera engendró a Hebe sin unión masculina, tras comer una lechuga. |
| Hécate       | Zeus                      | En al menos una versión Hécate es hija natural de Zeus y Hera. |
| Hefesto      | Ninguno o Zeus            | En los textos homéricos Hefesto se refiere «al padre Zeus» pero no queda claro se refiere a la paternidad de Zeus o al epíteto común del mismo. Hesíodo dice que Hera lo tuvo sin unión, celosa tras el nacimiento prodigioso de Atenea. Al menos en la Biblioteca mitológica Hefesto es hijo de Hera y Zeus.  |
| Ilitía       | Zeus                      | Hija de Hera y Zeus, la diosa de la crianza, los alumbramientos y nodriza de los niños. |
| Pasítea      | Zeus o sin especificación | Considerada una de las Cárites, Pasítea es hija de Hera en una versión minoritaria pero no se menciona el padre. Curiosamente en la misma obra se dice que su padre fue Dioniso, pero no se menciona a Hera. Los contextos son diferentes ya que no es probable que Hera y Dioniso tuvieron unión entre ellos. |
| Prometeo     | Eurimedonte               | Citado en un escolio, una versión minoritaria nos dice que Hera, viviendo con sus padres y aún siendo joven, fue violada por el gigante Eurimedonte y de esta violenta unión nació Prometeo. |
| Tifón        | Ninguno                   | Hera concibió al monstruoso Tifón, y se la dio a la dragona de Delfos para que lo custodiase. Para ello contó con la ayuda de la propia Gea. |

Además Enío, de manera conjetural; la «destructora de ciudades» está asociada con Eris (cf.); de ser ambas el mismo personaje entonces Enío sería la hermana de Ares. No obstante otros refieren que Enío, la «ardiente», es un epíteto de Hera.
Filodemo llama a Zeus y Hera como los «padres de los dioses», comparándolos con otras parejas, como Crono y Rea u Océano y Tetis; en esta advocación la pareja divina es considerada como la progenitora de todas las deidades, de manera general. Juan Malalas dice que Zeus-Pico y Hera-Némesis engendraron a Belo.